# Catharanthus roseus
Catharanthus roseus, cunoscută popular ca brebenocul de Madagascar sau brebenocul trandafiriu, este o specie de plantă cu flori ce aparține familiei Apocynaceae. Este endemică din Madagascar, însă este o specie cultivată și în alte zone în scopuri ornamentale și medicinale. Ca plantă medicinală, Catharanthus roseus este o sursă importantă de obținere a unor medicamente precum vincristina și vinblastina, utilizate în tratamentul unor forme de cancer.